# Aeropuerto Doméstico de Cabo Rojo

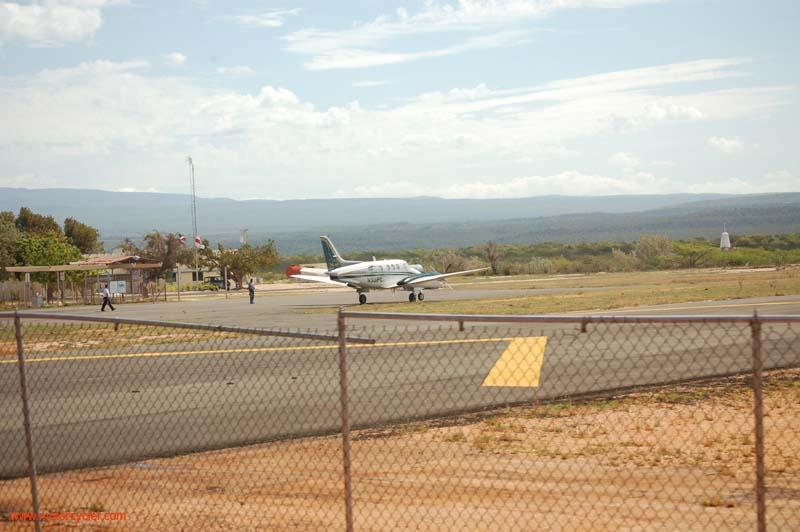
Aeródromo Cabo Rojo. Aeroplano listo para despegue.

Este aeródromo, en la República Dominicana (IATA: CBJ, OACI: MDCR), es la nueva puerta de entrada a los Parques Nacionales de Jaragua y Bahoruco. Se encuentra cerca de la ciudad de Pedernales.

## Datos
Posee una pista de aterrizaje asfaltada de 1.476 metros de longitud y 23 de anchura con un espesor de 3 pulgadas compactadas en hormigón asfaltado caliente, más la rampa y una vía de acceso.

## Aerolíneas
Actualmente el aeropuerto no recibe ningún tráfico de vuelos regulares, pero aterrizan allí varias aeronaves semanalmente que van desde Cessna de dos plazas hasta Aeronaves de 30 plazas como el Saab 340, así como las operaciones de la Fuerza Aérea Dominicana quien controla el aeropuerto, ya que es Cívico-Militar.
- Aerolíneas Más
- Air Century
- Caribair
- Sapair
- Vol Air

## Comunicación y otros datos
- Unicom
- VOR
- Aeropuerto de Operación Diurna
- Solo Doméstico
- ATR72 (Avión máximo para operar)